# Lukas Sauer

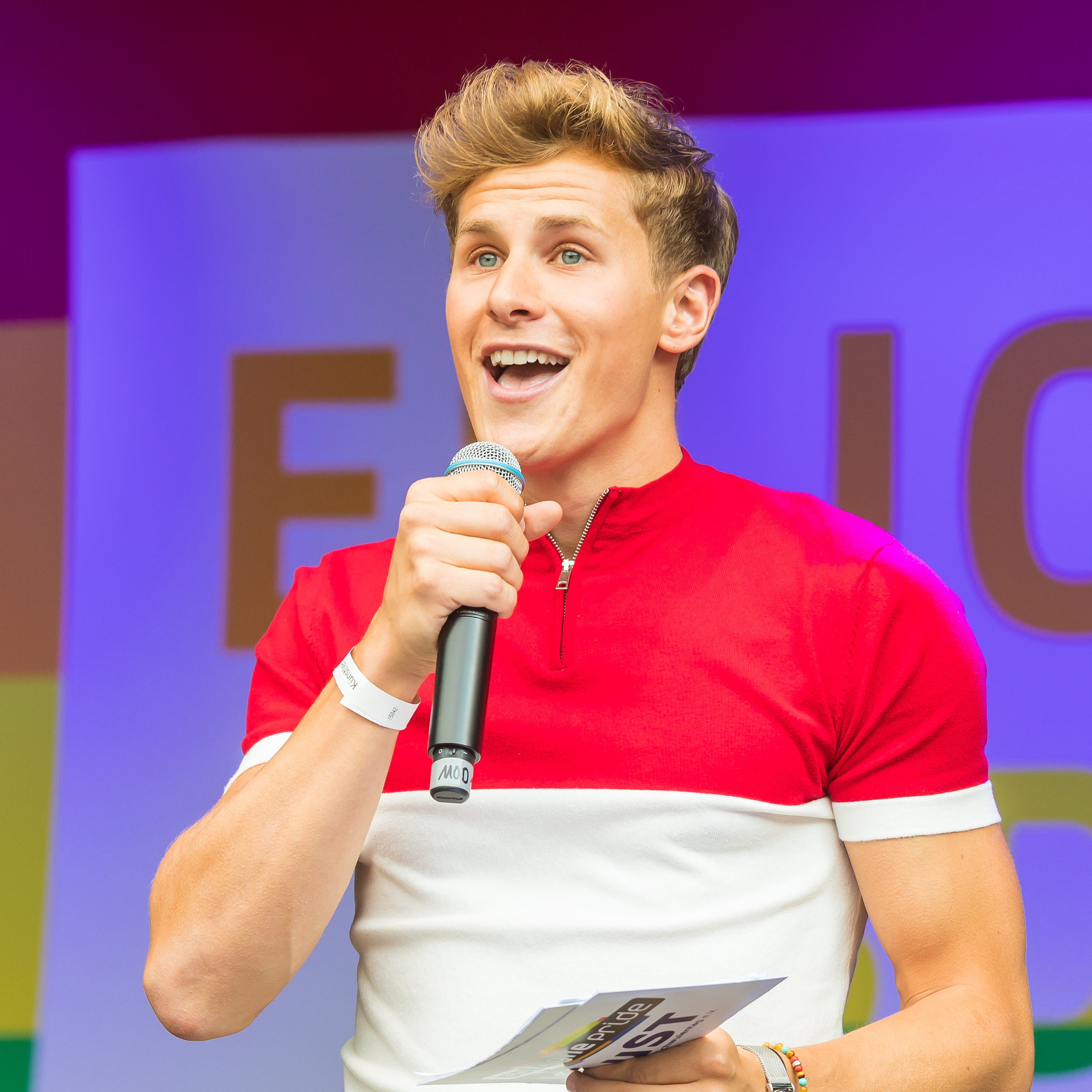
Lukas Sauer, 2018

Lukas Sauer (* 15. April 1991 in Heppenheim) ist ein deutscher Schauspieler und ein Model.

## Leben
Lukas Sauer modelt seit 2012. Bekanntheit erlangte Sauer im Sommer 2013 durch seine Teilnahme an der RTL-Datingshow Mama Mia – Wer heiratet meinen Sohn?. Dort entschied sich der offen homosexuell lebende Sauer für den Hamburger Basti Döhring, von dem er sich allerdings im Oktober 2014 trennte. 
Nach der Ausstrahlung von Mama Mia übernahm Sauer die Rolle des Aaron Hinz in der ebenfalls von RTL ausgestrahlten Vorabendserie Unter uns.
Sauer nahm privaten Schauspielunterricht bei Yvette Dankou und debütierte 2016 als Der Schütze in Die andere Seite am Galli Theater Berlin. 2015/2016 belegte er ein Moderationscoaching bei Karsten Linke.
2017 und 2018 spielte er den Axel in Männerparadies, einer Komödie von Kay Kruppa und Frank Pinkus, auf Tournee mit den Theatergastspielen Fürth. 
2018 folgte die erste Rolle in einem internationalen Kinofilm. In „Waiting for Anya“ spielt Sauer den deutschen Soldaten Hans. Es handelt sich um eine Verfilmung der gleichnamigen Novelle von Michael Morpurgo. Als Claudio Becker war Sauer im Oktober 2020 in sechs Folgen von Sunny – Wer bist du wirklich?, ein Spin-Off von Gute Zeiten, schlechte Zeiten, zu sehen.
Am 17. Juni 2023 heiratete er den Dermatologen Henrik Hees.

## Filmografie (Auswahl)
- 2013: Mama Mia – Wer heiratet meinen Sohn? (Fernsehshow)
- 2014: Unter uns (Fernsehserie, 5 Folgen)
- 2016: Schachmatt (Kurzfilm)
- 2017: For My Father’s Sake (Kurzfilm)
- 2020: Waiting for Anya (Kinofilm)
- 2020: Sunny – Wer bist du wirklich? (Fernsehserie, 6 Episoden)
- 2023: Lip Sync Stories (Fernsehserie Joyn)[7]
- 2024: Das Küstenrevier (Fernsehserie Sat.1)
- 2024: Gute Zeiten, schlechte Zeiten (Fernsehserie)

## Theater (Auswahl)
- 2016: Die andere Seite – Galli Theater Berlin
- 2017: Die Schneekönigin – Galli Theater Berlin
- 2017–2018: Männerparadies – Theatergastspielen Fürth
- seit 2021: Ein gemeiner Trick – Tourerleben